# Casio Basic
Casio Basic (auch Casio BASIC) ist der inoffizielle Name einer Programmiersprache, mit der verschiedene Miniprogramme für Taschenrechner der Firma Casio programmiert werden können. Casio BASIC ist ein Dialekt von Basic.

## Programmierung
Neben der direkten Eingabe am Taschenrechner können die Programme mit diversen Zusatzprogrammen auch extern am Computer bearbeitet und anschließend via Datenkabel auf den Taschenrechner übertragen werden. Befehle werden durch einen Absatz oder einen Doppelpunkt getrennt.

## Variablen
Im Gegensatz zu anderen Programmiersprachen besteht der Variablenbezeichner in Casio BASIC aus nur einem Buchstaben. Somit liegt die Anzahl der Variablen, die in einem Programm verwendet werden können, nur knapp über 26. Da einige mathematische Symbole auch als Variable benutzt werden können, variiert die genaue Anzahl der Variablen von Modell zu Modell.
Zusätzlich können ein- und zwei-dimensionale Felder (Liste, Matrix) verwendet werden. 

## Funktionen
Mit dem Befehl „Getkey“ kann der Tastencode der aktuell gedrückten Taste abgefragt werden. Jede Taste – bis auf AC/On/Off – besitzt einen solchen. Keine gedrückten Tasten ergeben den Rückgabewert 0 und EXIT 47.
Es existieren weitere gängige Funktionen wie Schleifen, Textausgaben und Bedingungen.

### Beispiel
```
"1)SOLVE C"
"2)SOLVE A OR B"
?→X

If X=1
Then "A"?→A
"B"?→B
√(A^2+B^2)→C
IfEnd

If X=2
Then "C"?→C
"KNOWN(A OR B)"?→A
√(C^2-A^2)→B
IfEnd
```